# Cervera del Río Alhama
Cervera del Río Alhama es un municipio de la comunidad autónoma de La Rioja, España. Está situado en el sudeste de la región, en la Rioja Baja, y es cabecera de la comarca homónima. Cuenta con una extensión de 152,6 km². Esta localidad se encuentra en los pies de la sierra de Alcarama. Se halla cerca de pueblos como Aguilar, Fitero, Cintruénigo, y a unos 30 km de Tudela, a 87 km de Logroño, pasando por Arnedo y Grávalos (100 km si elegimos la ruta que pasa por Calahorra), situándose a las orillas del río Alhama y a unos 550 m de altitud. Está dividida en dos barrios (el barrio de Santa Ana, y el barrio de San Gil) por "La Peña", en cuya cima se encuentran las ruinas del castillo y 2 barrios de menor entidad (Nisuelas y San Miguel). Las fiestas patronales de este pueblo son el 26 de julio (Santa Ana) y el 1 de septiembre (San Gil).

## Geografía

### Clima

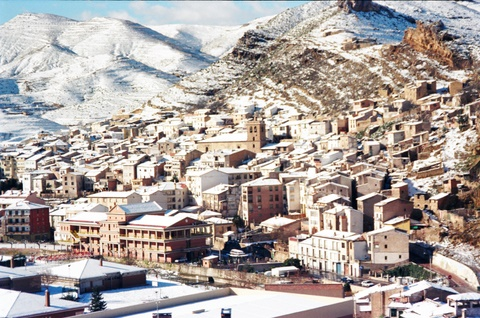
Cervera nevado

El clima cerverano puede ser calificado como Mediterráneo Continental, predominando grandes cambios climáticos, no entre estaciones sino de fenómenos, ya que en verano a veces se disfruta de un día soleadísimo y de repente cae una granizada impresionante. Destaca la frialdad del invierno llegando a caer en las épocas más frías grandes nevadas y registrarse temperaturas bajo cero.

## Flora y fauna
Cervera es un lugar de flora seca, principalmente, destacando entre dicha flora el romero, espliego, ulagas, tomillo, bardal, manzanilla, etcétera. Y entre los árboles se encuentran variedades como chopos, carrascas y pinos como más significativos aunque también se puede encontrar algún olmo, enebro, etcétera.
Entre la Fauna destacan los animales "de monte"; como buitres, jabalíes, corzos, ciervos, liebres, conejos, siendo muy común entre los habitantes grandes batidas de caza, así como perdices, tordas, codornices.

## Historia
Existen dos escrituras medievales que hablan de la localidad datadas en el año 942, en las cuales aparece reflejada como Cervaria.
En el año 1117 Alfonso I el batallador concedió los fueros de Sobrarbe a los pobladores de Tudela, Galipienzo, Sangüesa y Cervera del río Alhama.
El obispo de la diócesis de Calahorra don Rodrigo Cascante, donó a esta iglesia los diezmos que tenía en Cervera en el año 1156, acto que ratificó en 1179.
En febrero del año 1196 cerca del actual barrio de Valverde, en el punto dónde confluyen las actuales provincias de Zaragoza, Navarra y La Rioja, se reunieron los tres reyes de los reinos cristianos hispanos; Alfonso II "el casto" de Aragón, Sancho VII "el fuerte" de Navarra y Alfonso VIII "el noble" de Castilla, a petición del Papa Celestino III, que les instó a dirimir sus contiendas mediante la negociación, y así pudiesen labrar una alianza cristiana que les permitiese combatir juntos contra los almohades, que ganaban territorio por la península tras la batalla de Alarcos. Debido a sus disputas internas, decidieron elegir un punto de reunión "inter Agredam et Tirasonam" en el que ninguno de los reyes tuviese que salir de su reino y por tanto no romper el equilibrio de poderes. Esta reunión desembocó en una alianza contra los almohades que acabó en la batalla de las Navas de Tolosa. Desde aquella histórica reunión, este punto fronterizo entre los tres reinos situado al sureste de Cervera se le conoce como el Mojón de los Tres Reyes.
Desde 1833, tras la reforma implementada ese mismo año, el municipio pasó a formar parte con carácter administrativo de la provincia de Logroño. En el libro titulado Diccionario Geográfico-histórico de La Rioja o toda la provincia de Logroño de Ángel Casimiro de Govantes, editado en el año 1846, se escribe que en el censo de la provincia tenía entonces 820 vecinos y 3780 almas.
Entre 1941 y 1996 el municipio llegó a estar enlazado con la red ferroviaria a través de la línea Soria-Castejón, cuyo trazado contaba con una estación propia en Cervera del Río Alhama.

## Demografía
Cuenta con una población de 2255 habitantes (INE 2024).
| Gráfica de evolución demográfica de Cervera del Río Alhama entre 1842 y 2021                                          |
| |
| Población de derecho según los censos de población del INE. Población de hecho según los censos de población del INE. |

### Población por núcleos

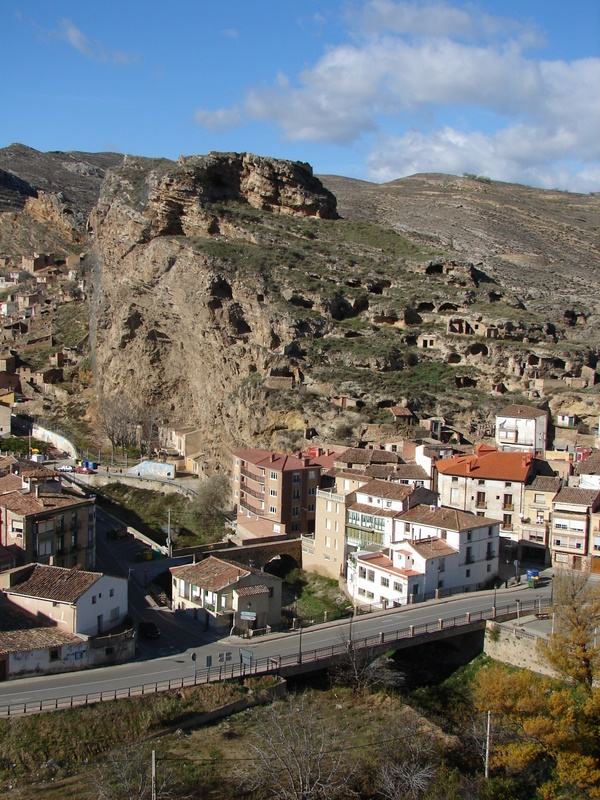
Peña del Castillo

Desglose de población según el Padrón Continuo por Unidad Poblacional del INE.
| Núcleos                | Habitantes (2020) | Varones | Mujeres | Notas                                  |
| ---------------------- | ----------------- | ------- | ------- | -------------------------------------- |
| Cervera del Río Alhama | 1345              | 697     | 648     |                                        |
| Cabretón               | 180               | 95      | 85      |                                        |
| Las Ventas             | 22                | 15      | 7       | También conocido como Ventas del Baño. |
| Rincón de Olivedo      | 542               | 274     | 268     | También conocido como Las Casas.       |
| Valdegutur             | 14                | 10      | 4       |                                        |
| Valverde               | 205               | 106     | 99      |                                        |

## Economía

### Evolución de la deuda viva
El concepto de deuda viva contempla sólo las deudas con cajas y bancos relativas a créditos financieros, valores de renta fija y préstamos o créditos transferidos a terceros, excluyéndose, por tanto, la deuda comercial.
| Gráfica de evolución de la deuda viva del ayuntamiento entre 2008 y 2014                             |
| |
| Deuda viva del ayuntamiento en miles de Euros según datos del Ministerio de Hacienda y Ad. Públicas. |

La deuda viva municipal por habitante en 2014 ascendía a 832,14 €.

## Símbolos
Escudo
En la mitad superior un ciervo corriendo por los bosques y un frondoso árbol de frente. En la mitad inferior, un castillo roquero, coronado por un estandarte que hace alusión, sin duda alguna al estandarte de la Virgen del Monte, bordado por la mora cautiva de la leyenda, y en el lado derecho un cerro que parece ser el cerro de San Miguel.
Se corona con un yelmo de caballero y alrededor de todo él, la leyenda «Cervaria prope Cluniam». se refiere a Contrebia Leucade sita al lado de Inestrillas.

## Administración y política
| Periodo   | Nombre                      | Partido             |
| --------- | --------------------------- | ------------------- |
| 1979-1983 | Julio Santamaría Galarreta  | UCD                 |
| 1983-1987 | José Luis Calahorra         | PSOE                |
| 1987-1991 | José María Tejada Hernández | PSOE                |
| 1991-1995 | Fernando Moreno             | PSOE                |
| 1995-1999 | José Luis Sanz Alonso       | PP                  |
| 1999-2003 | José Luis Sanz Alonso       | PP                  |
| 2003-2007 | José Luis Sanz Alonso       | PP                  |
| 2007-2011 | José Luis Sanz Alonso       | PP                  |
| 2011-2015 | José Luis Sanz Alonso       | PP                  |
| 2015-2019 | Estrella Santana Martínez   | PSOE-Cervera Plural |
| 2019-2023 | Estrella Santana Martínez   | PSOE-Cervera Plural |
| 2023-act. | Álvaro Forcada Pérez        | PP                  |

## Patrimonio

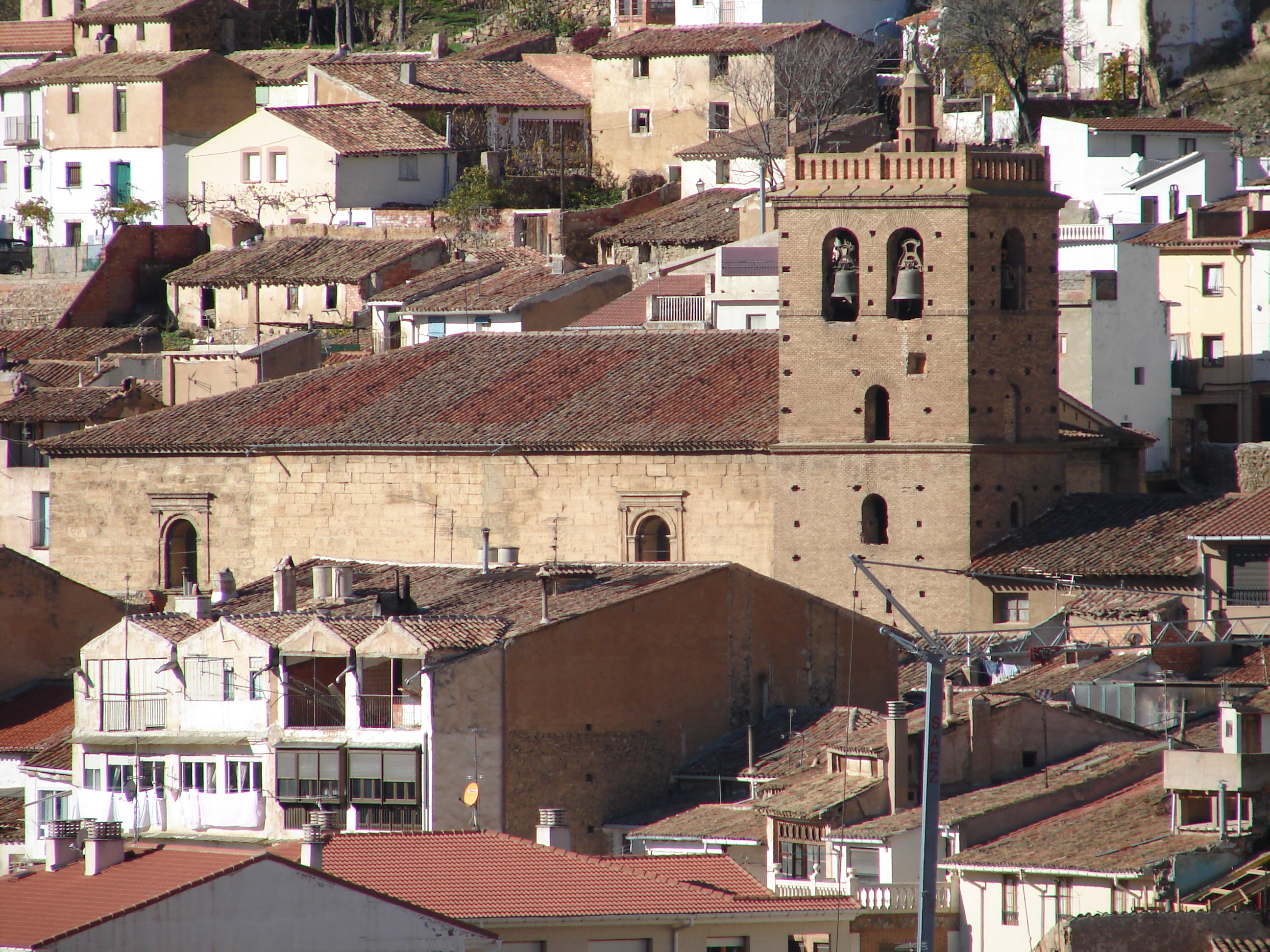
Iglesia de Santa Ana

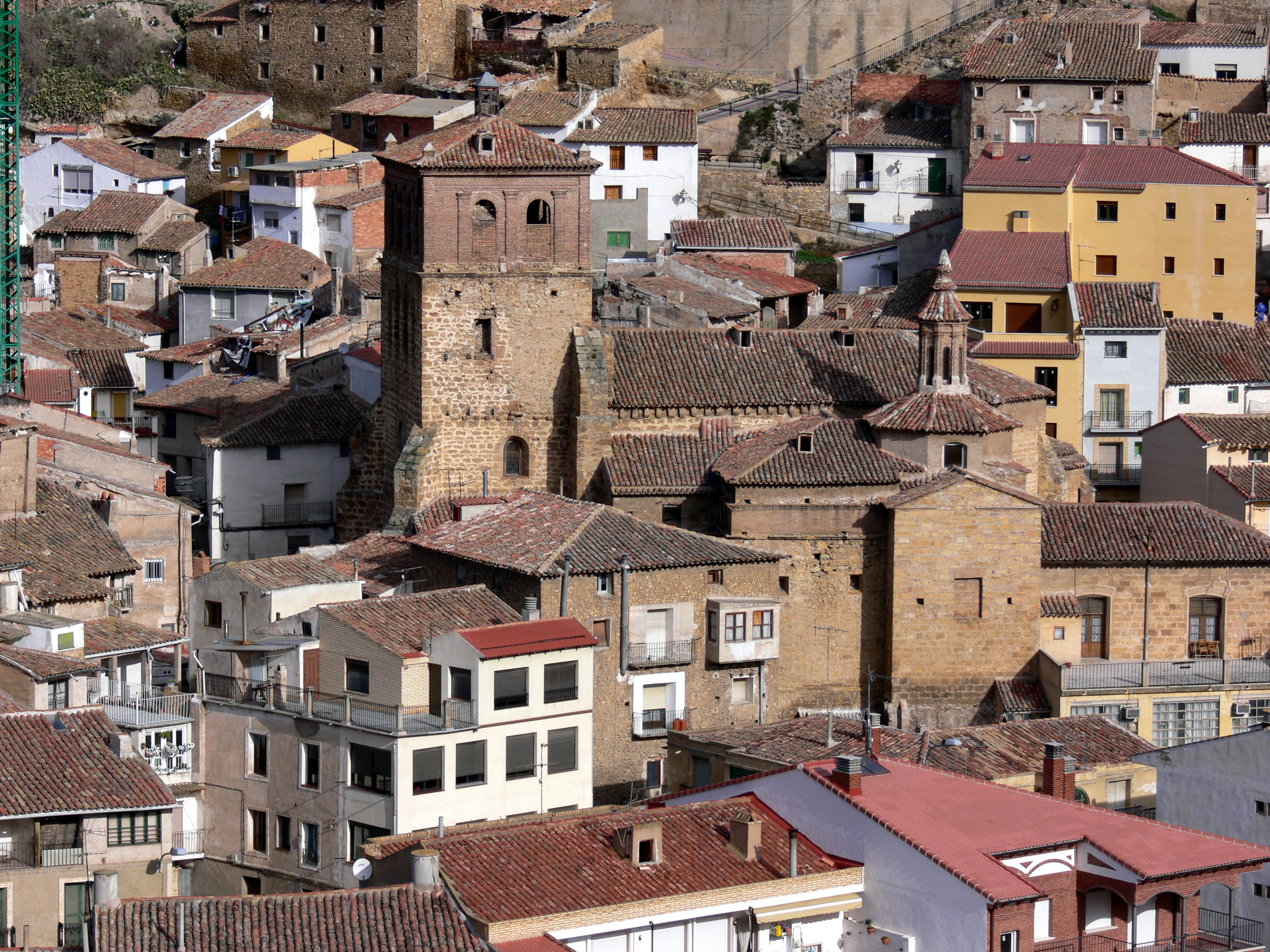
Iglesia de San Gil

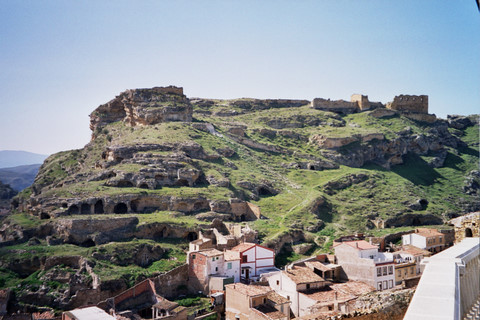
El castillo de Cervera

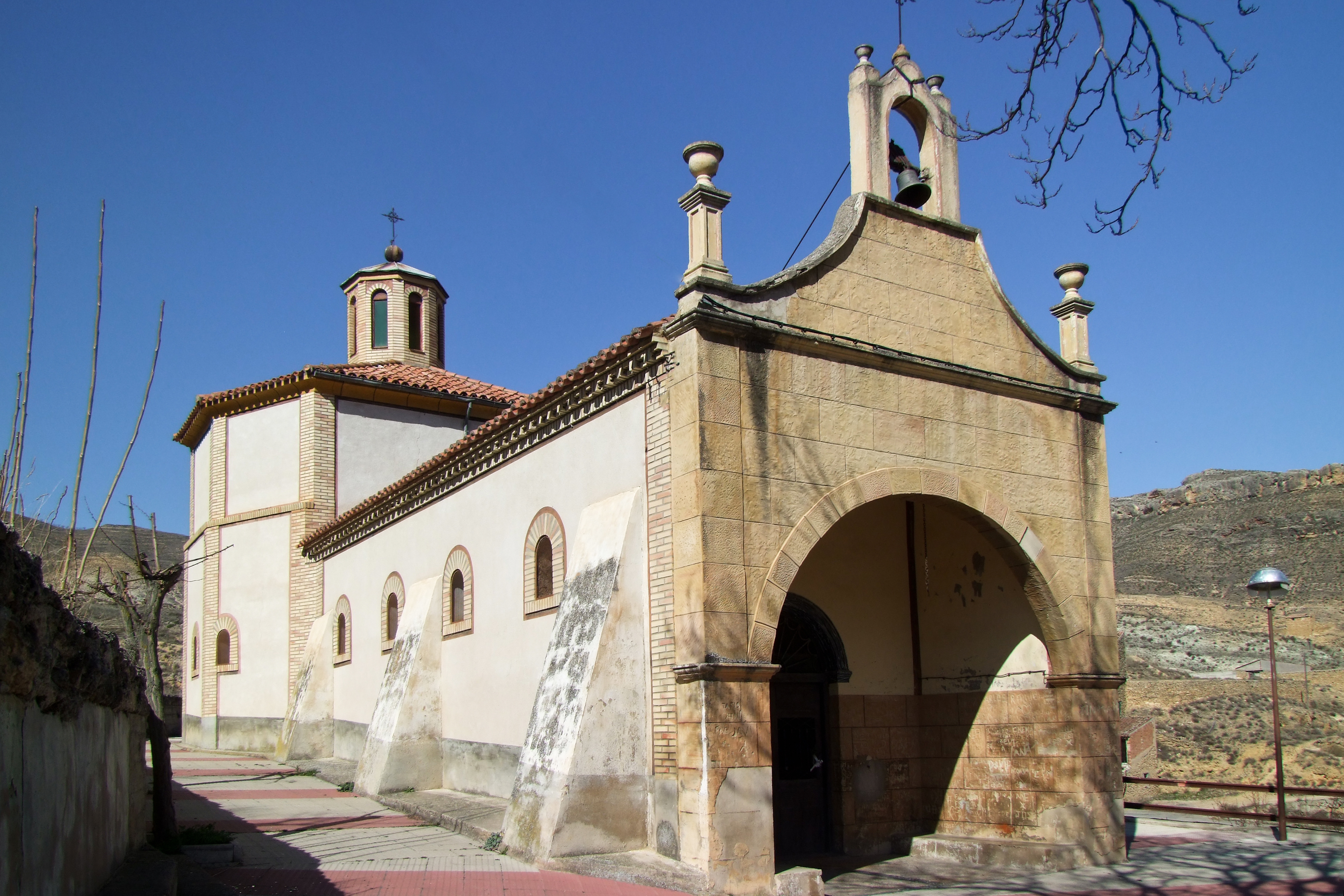
Ermita de la Soledad

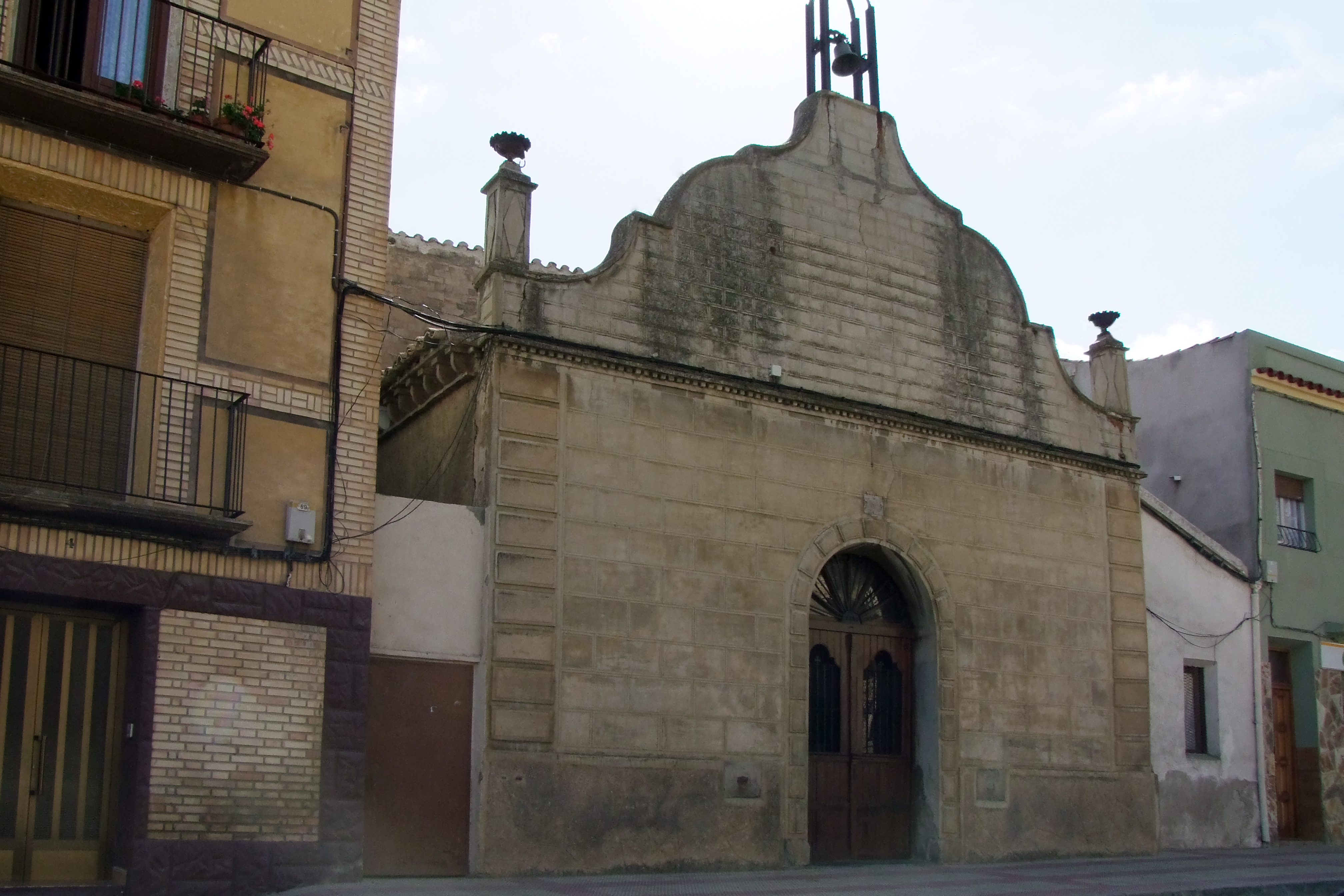
Ermita de San Antonio de Padua

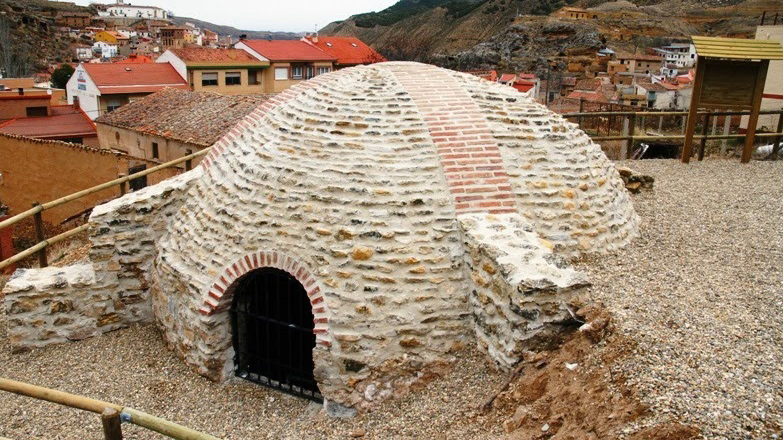
Nevera del

- Iglesia de Santa Ana: tiene incoado expediente como Bien de Interés Cultural en la categoría de Monumento desde el 1 de julio de 1982.[9] Pertenece al siglo XVI.
- Iglesia de San Gil: tiene incoado expediente como Bien de Interés Cultural en la categoría de Monumento desde el 2 de mayo de 1983.[9] Perteneciente a los años de los siglos XV a XVII.
- Basílica de Nuestra Señora del Monte: edificio de mampostería y sillarejo construido en los siglos XVI y XVII. Alberga un magnífico lienzo de la Inmaculada atribuido a Alonso Cano.
- Ermita de la Soledad: se trata de una edificación civil.
- Ermita de San Antonio: perteneciente al siglo XIX.
- Castillo: situado sobre la meseta de la Peña, es de origen musulmán, con reformas de los siglos XIV y XIX. Esta en ruinas aunque conserva alguna aspillera de la torre del homenaje.
- Puente de Zamora: del siglo XVII.
- Puente del molino: del siglo XVIII.
- Puente-acueducto sobre el barranco de Valdelalasa: de origen romano, pero posteriores modificaciones medievales, posee un ojo de medio punto en sillería, sillarejo y mampostería.
- Puente-acueducto de las Navas: romano-medieval.
- Puente sobre el barranco de la Fuente: con un ojo de medio punto en sillería. De origen medieval, rehecho en el siglo XVIII.
- Nevera o Nevero artificial: estructura tradicional para la conservación de nieve con fines frigoríficos. Situada en el barrio de San Miguel, es originaria del siglo XVI. Está excavada en círculo y revestida de piedra con un diámetro de 5,40 m y una profundidad de 6,80 m.
- Balneario de la Albotea: balneario de aguas termales fundado en 1858 por el doctor Mateu y Fort con ayuda de un zahorí, y se mantuvo abierto hasta el siglo XX. Actualmente se trabaja para su reapertura.[10]

### Icnitas
Durante el periodo Cretácico exterior formó parte de una llanura encharcada que se desecaba periódicamente, dejando atrás zonas fangosas en las que las huellas de dinosaurio quedaban marcadas a su paso. Con el tiempo estas se secaban y cubrían con nuevos sedimentos cuyo peso prensaba las capas inferiores, haciéndolas solidificar en rocas con el paso de millones de años. La erosión ha ido desgastando las capas superiores haciendo visibles muchas de estas formaciones rocosas, permitiendo observar las icnitas.
- Yacimiento de Las navillas. Fue declarado Bien de Interés Cultural en la categoría de Sitio Histórico el 23 de junio de 2000.[9] Se sitúa cerca de la localidad de Rincón de Olivedo, en la loma del paraje Zorro Molinero, junto al arroyo de Agua Vencejo y es de difícil acceso. En él se observan 305 huellas, formando 131 de ellas rastros de dinosaurios carnívoros y herbívoros. Las icnitas de carnívoros son muy grandes, de hasta 50 cm de longitud y algunas develan una uña muy grande en el dedo central. Los herbívoros caminaban a cuatro patas de forma amblar. Algunos de estos develan marcas de uñas, siendo las primeras encontradas en La Rioja de este tipo de dinosaurios herbívoros.[11]

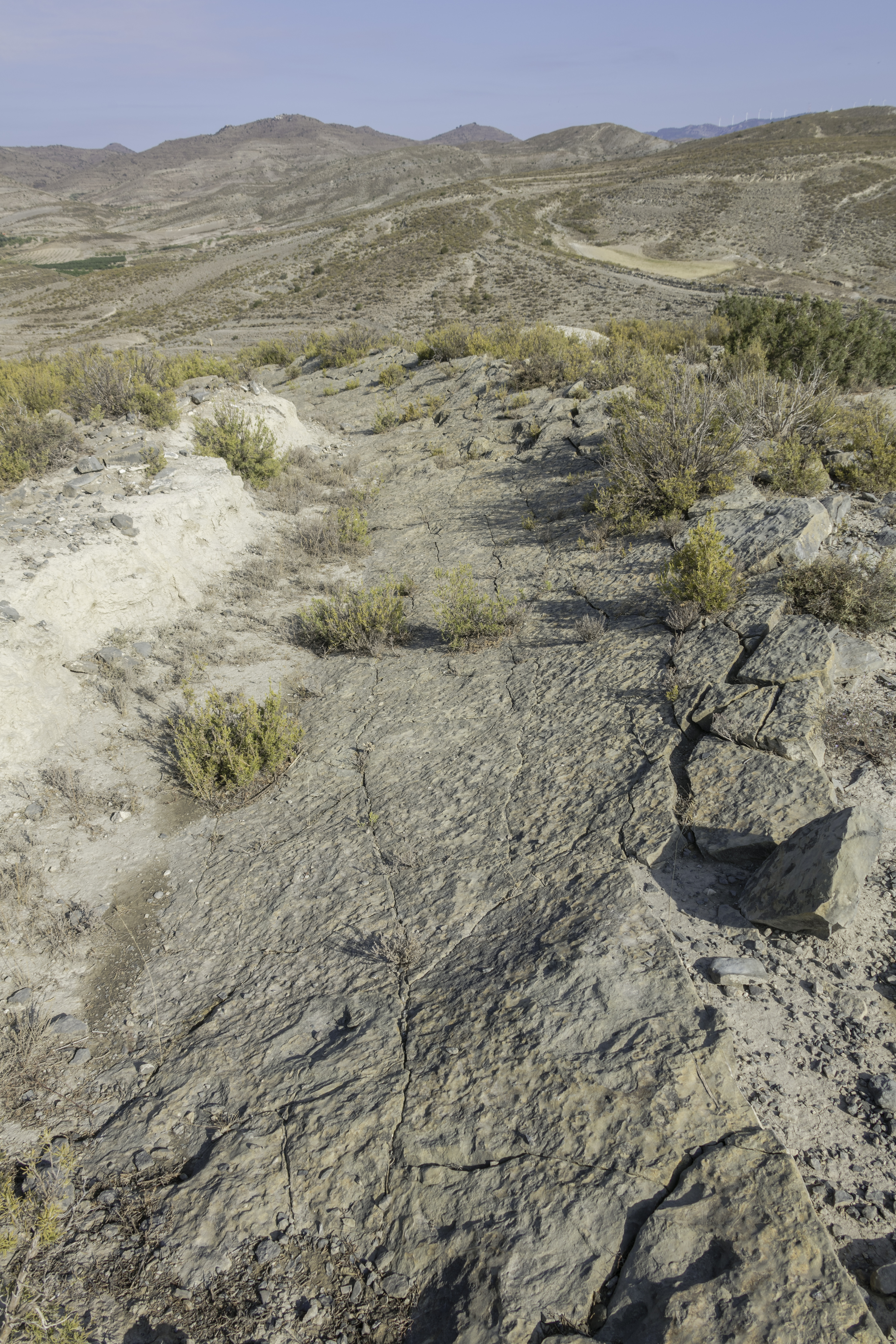
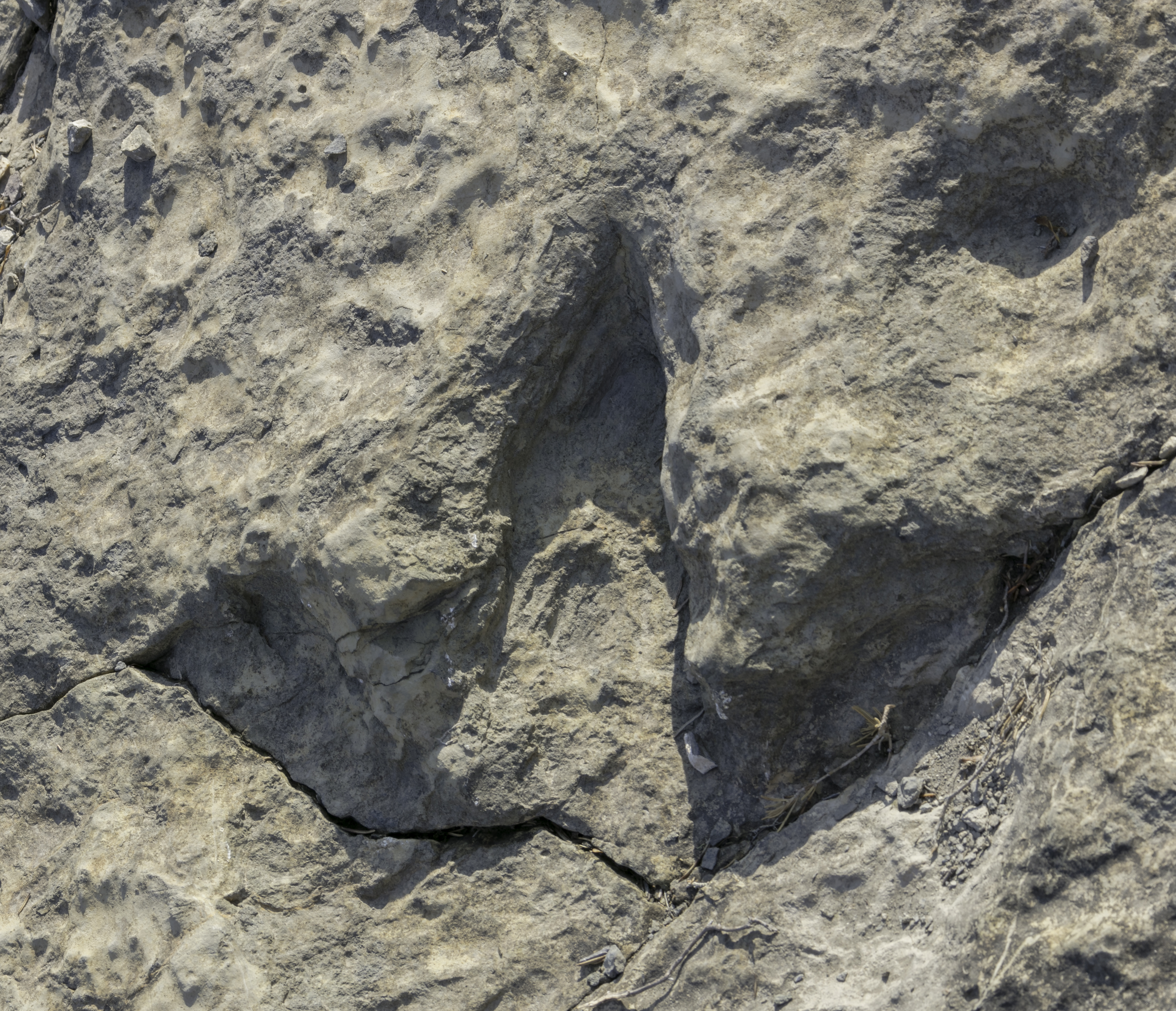
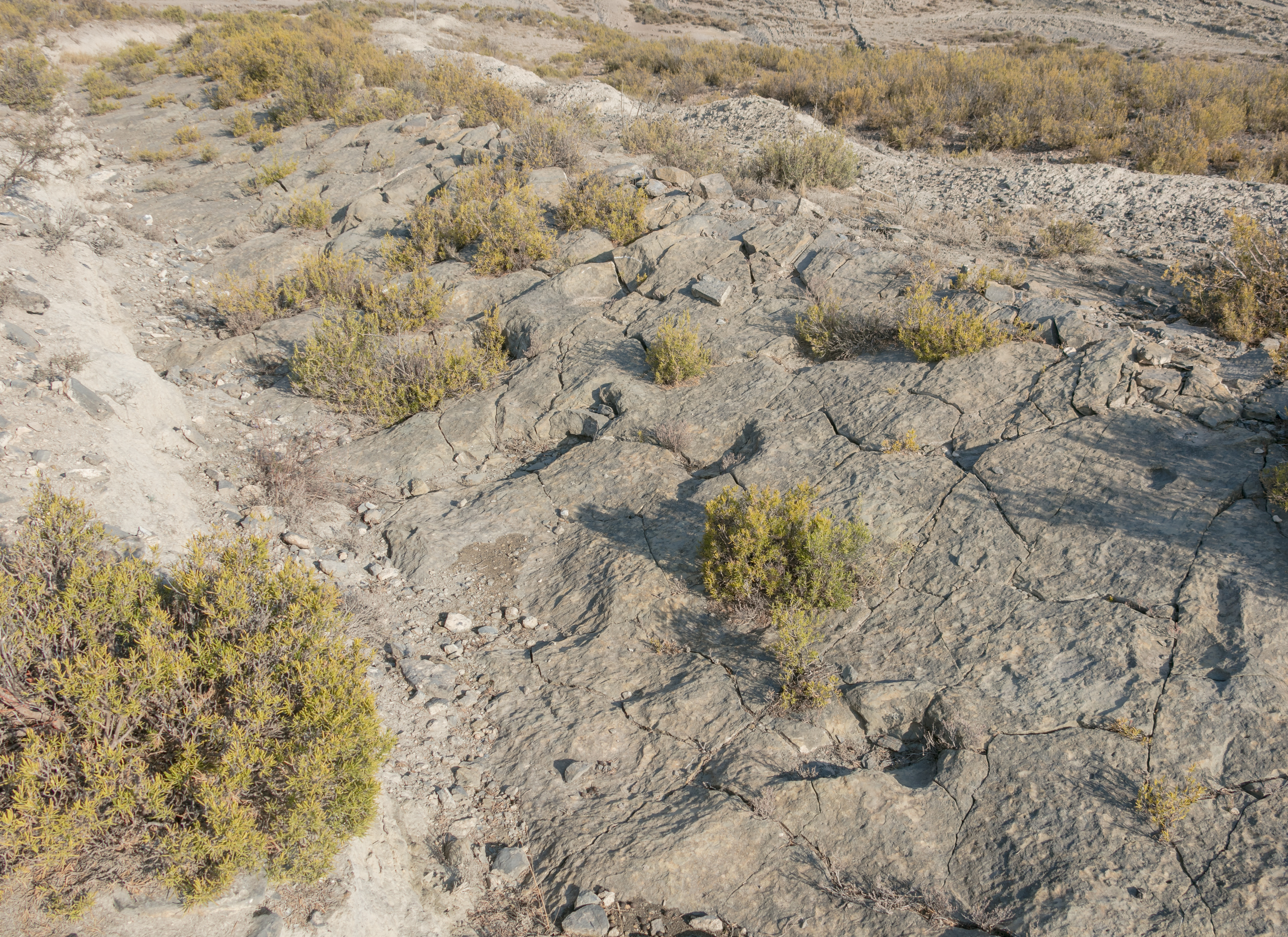
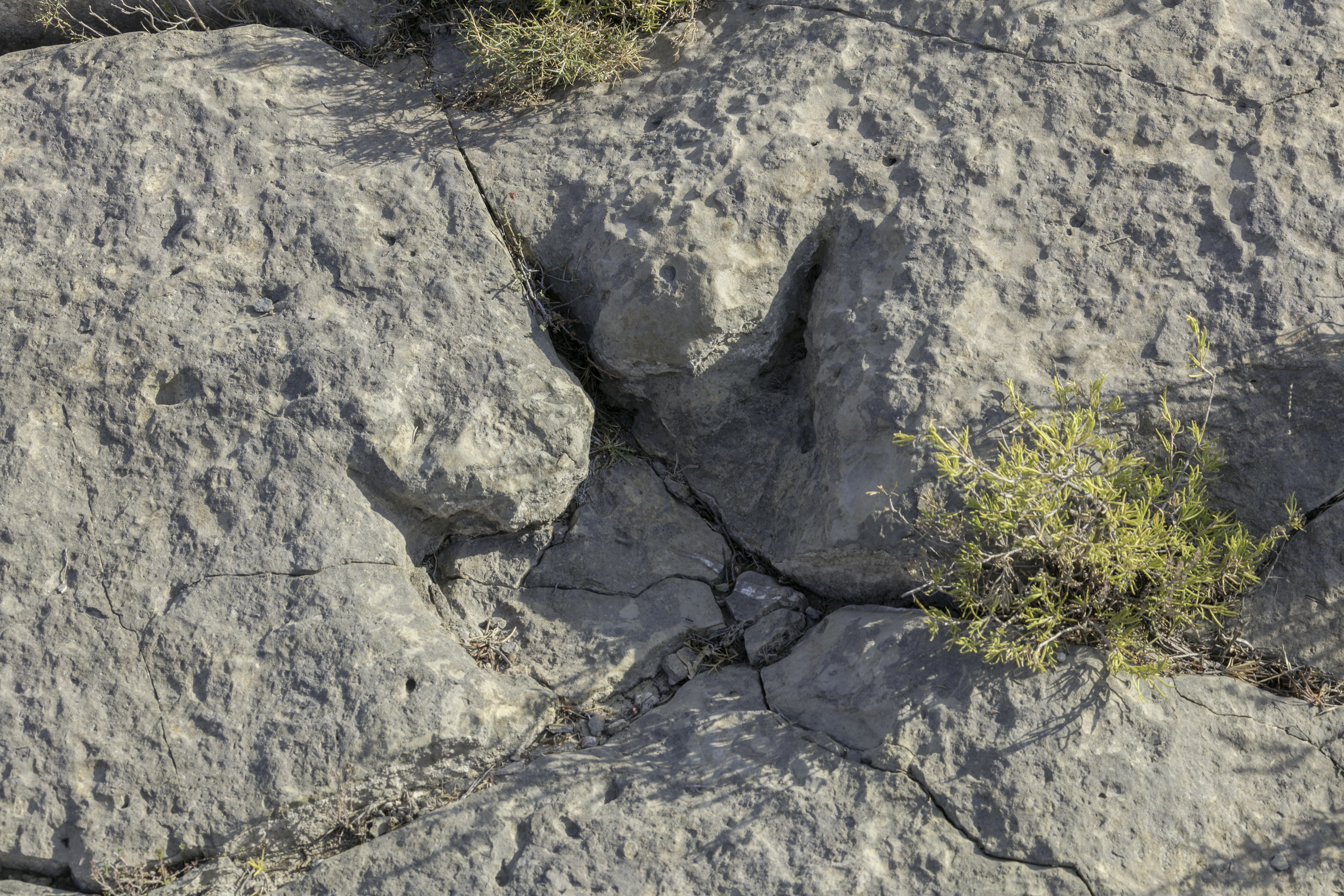
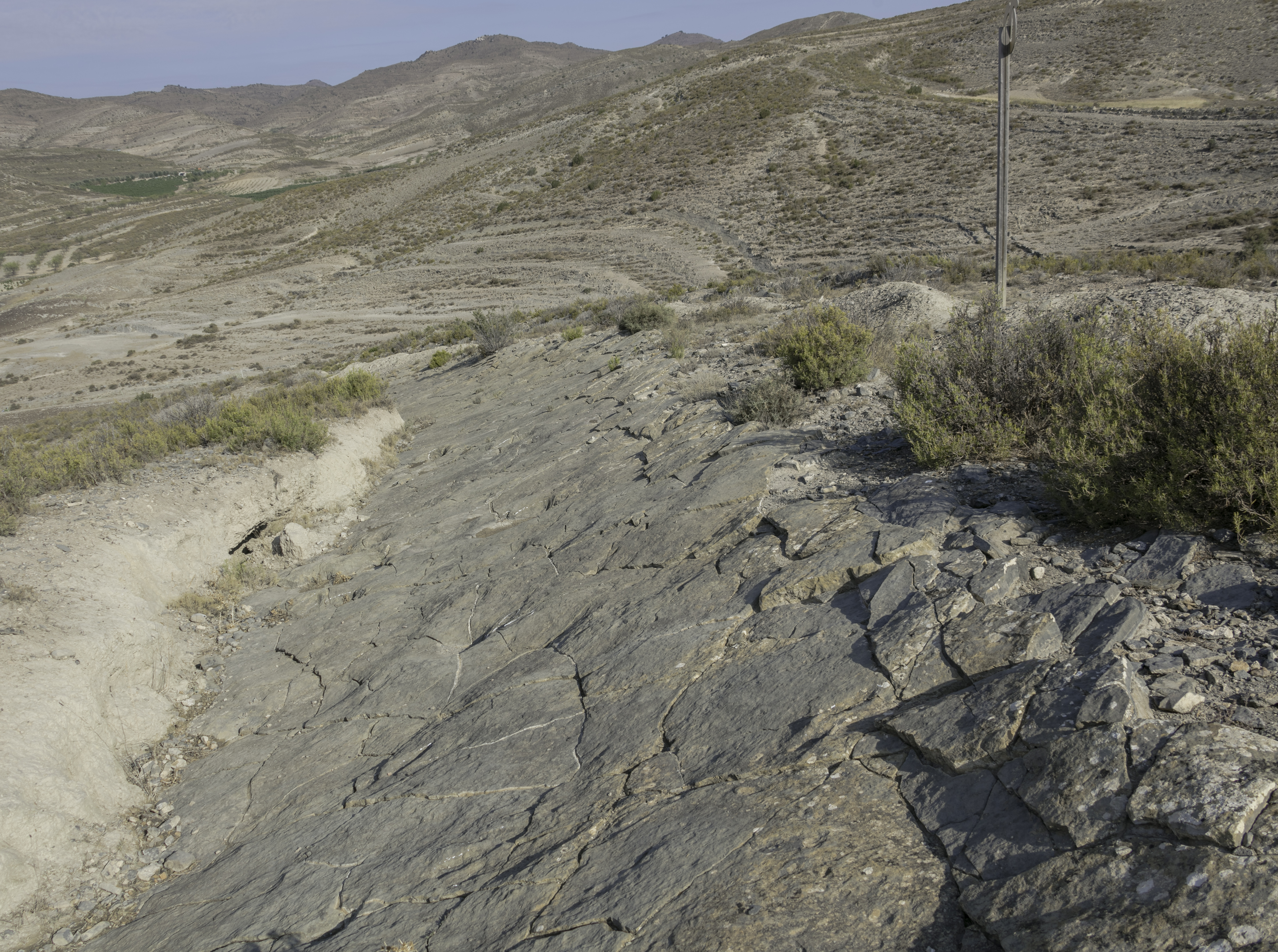

- Yacimiento de Valdebrajes. Fue declarado Bien de Interés Cultural en la categoría de Sitio Histórico el 23 de junio de 2000.[9]

## Fiestas y tradiciones
Entre las fiestas cabe destacar sin duda a las que hacen honor a los patrones:
- Santa Ana: Comienzan sobre el 24 de julio, el 25 se celebra Santiago y a continuación Santa Ana (la patrona), el día 26. Las fiestas comienzan con "El Chupinazo" y se prolongan por espacio de cinco días. Gozan de una asistencia bastante amplia de vacaciones al coincidir en pleno verano, y en las cuales el chupinazo marca el inicio de las fiestas que cuentan con encierros, espectáculos para niños, orquestas, corridas de toros, quema del toro de fuego (de madera), y los acontecimientos religiosos como son la bajada de Santa Ana, la procesión, y la subida amenizada después de la misa pertinente con la danza popular llamada Gaita, y los gigantes y cabezudos, y finalizando con el pobre de mí, y quema del Gaitero (de madera también) y alguna otra cosilla, como las campanillas, charangas, etc.
- San Gil: Las fiestas de San Gil son entre finales de agosto y principio de septiembre.El día del patrón es el 1 de septiembre. Los espectáculos son semejantes a los de Santa Ana, pero las celebraciones religiosas hacen referencia al patrón San Gil.
- Día de Clunia: El día de Pascua en Semana Santa además de las procesiones pertinentes, es común ir a comer el último día al yacimiento arqueológico Contrebia Leucade y pasar un día muy ameno con orquesta incluida y comiendo chuletillas al sarmiento, longanizas, chorizos, etcétera. Es un gran día si el tiempo acompaña.
- Día de la Bandera: Es una fiesta que dura tan solo un día, en la que se representa la historia de cómo se creó la ermita de la Virgen del Monte. En esta fiesta se representa una obra de teatro en la Virgen del Monte y en el castillo. Esta, cuenta la historia de amor entre Fortún y Zara, Se trata de la obra ‘El encantamiento de Zara’ basada en la novela escrita en 1856 por el cerverano Manuel Ibo Alfaro ‘La bandera de la Virgen del Monte o la mora encantada’. La obra se basa en la historia de amor entre un príncipe cristiano, Fortún, y la hija del señor del castillo musulmán, Zara, y termina de forma trágica tras la conversión de esta al cristianismo. Además del escenario de la plaza de la Virgen del Monte hay una segunda ubicación en las ruinas del castillo. Allí se representan varias escenas. Ese día también se celebra un mercadillo medieval desde el año 2011.

Estas son las principales fiestas, pero como en todos sitios también se celebran los carnavales, la Semana Santa, el día de La Rioja, etcétera.
- Día de "jueves lardero": en esta celebración todos los cerveranos salen de sus casa para ir a merendar la tradicional tortilla de chorizo al mirador denominado "la caseta" al parque de San Gil o el antiguo campo de fútbol.
- Día de la "Tostá": el trujal, con motivo del fin de la temporada de aceite de ese año, invita a todos los cerveranos y visitantes a una tostada con ajo y aceite del año.
- Día de las "hogueras": se celebra el día 16 de enero, víspera del día de San Antón, y el ayuntamiento realiza una hoguera el la plaza del Manguito, donde invita a todos los cerveranos y visitantes a unas patatas asadas y a unos choricillos asados. Además todas las familias y cuadrillas asan en la calle.

## Gastronomía
Entre la gastronomía cerverana cabe destacar los guisos de caza: conejos, liebres, y diversos guisos con caracoles (muy habituales allí, y ricos), cabrillas (pequeño caracol blanco de montaña) con migas de bacalao, pajarillos fritos (más antes que ahora); son importantes los "calderetes"; con platos de temporada, aprovechando los productos frescos de la época (cardo, judía verde y otras verduras), las pochas (con distintas variantes: con codorniz, tordas, con chorizo...), y muchas cosas más, sin olvidar también las diferentes pastas locales como fardelejos, galletas "duras", merengues, tortas, "españoletas", etc.
Además de todo lo nombrado anteriormente no debe olvidarse el acompañamiento líquido entre lo que se pueden destacar sin duda el vino Riojano, y el zurracapote.